# Хайлигенталь

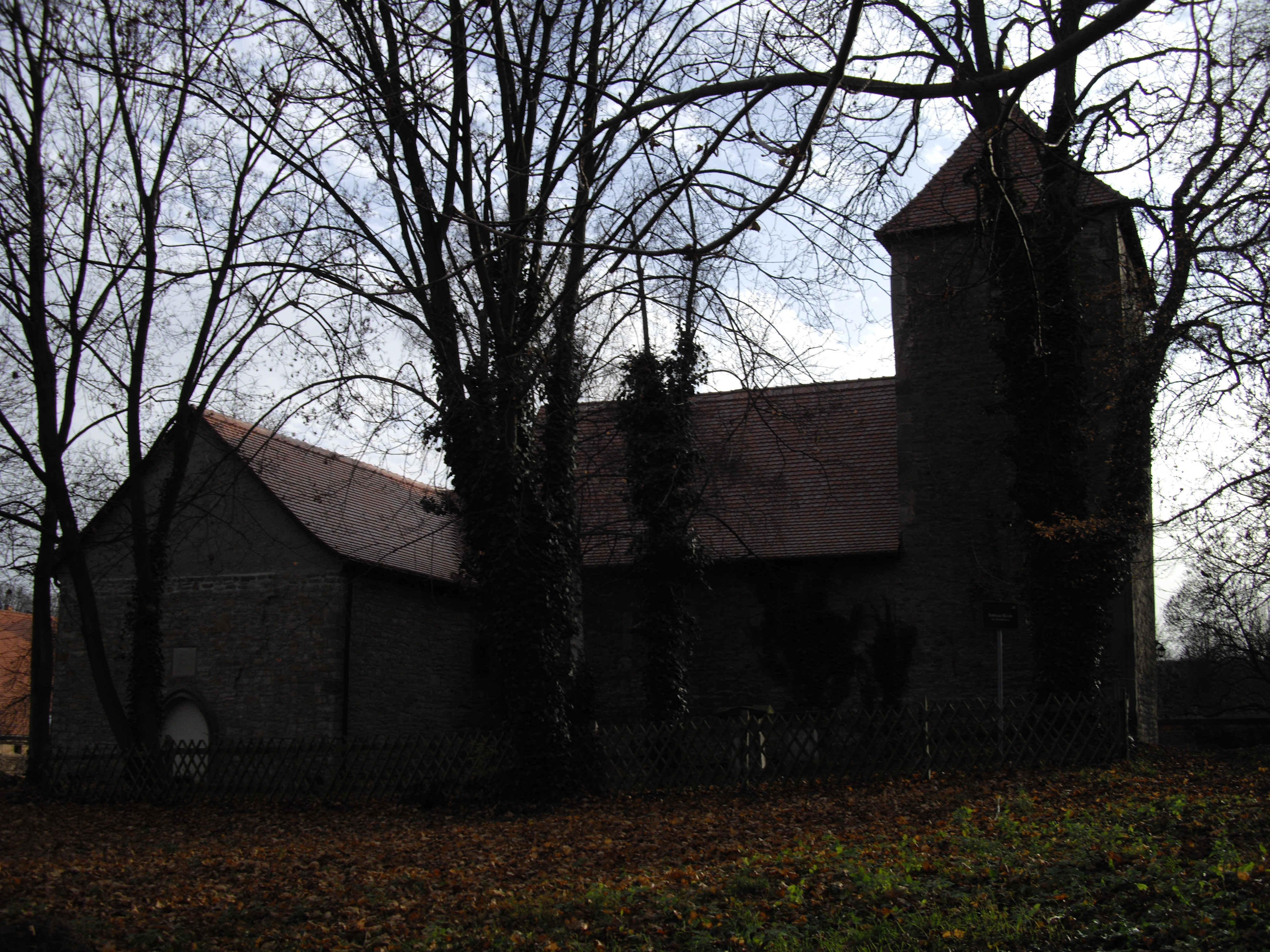
Церковь

Хайлигенталь (нем. Heiligenthal) — деревня в Германии, в земле Саксония-Анхальт. Входит в состав города Гербштедт района Мансфельд-Зюдхарц.
Ранее Хайлигенталь имела статус общины (коммуны), подразделявшейся на 2 сельских округа. Население составляло 826 человек (на 31 декабря 2006 года). Занимала площадь 17,09 км². 24 января 2010 года вошла в состав города Гербштедт. Последним бургомистром общины Хайлигенталь был Курт Христель.